# Olqa İsmayılova
Olqa İsmayılova, geb. Olga Jurjewna Panarina, (russisch Ольга Юрьевна Исмаилова (Панарина), belarussisch Вольга Юр’еўа Ісмаілава (Панарына)/Wolha Jurjeuna Ismailawa (Panaryna); * 16. September 1985 in Charkiw, Ukrainische SSR, Sowjetunion) ist eine ehemalige aserbaidschanische, vormals belarussische Bahnradsportlerin, die auf Kurzzeitdisziplinen spezialisiert ist.
Seit der Weltcup-Saison 2007/2008 ist Olqa İsmayılova international aktiv, zunächst startete sie unter ihrem Geburtsnamen Olga Panarina. Sie bestreitet die Disziplinen 500-Meter-Zeitfahren, Keirin und Sprint und errang mehrfach Plätze unter den ersten Zehn. Mindestens neunmal errang sie einen nationalen belarussischen Titel im Bahnradsport.
Bei den UCI-Bahn-Weltmeisterschaften 2009 wurde İsmayılova Vierte im Sprint. 2010 belegte sie bei den Bahn-Weltmeisterschaften den dritten Platz im Zeitfahren, im Herbst desselben Jahres wurde sie Europameisterin im Keirin. Im Jahr darauf wurde sie im niederländischen Apeldoorn Weltmeisterin im 500-m-Zeitfahren; im Keirin wurde sie Vize-Weltmeisterin und im Sprint belegte sie Rang vier. 2011 gewann sie den Großen Preis von Deutschland im Sprint.
Bei den Olympischen Spielen 2012 in London belegte İsmayılova im Sprint Rang acht. Bei den UEC-Bahn-Europameisterschaften 2012 wurde sie Europameisterin im Sprint und gewann zudem das Zeitfahren beim zweiten Lauf des Bahnrad-Weltcups in Glasgow.
Seit 2014 startet İsmayılova für den aserbaidschanischen Radsportverband, im selben Jahr sowie 2015 wurde sie nationale Meisterin im Sprint.
2016 wurde Olqa İsmayılova für die Teilnahme an den Olympischen Spielen in Rio de Janeiro nominiert. Sie startete in Sprint (18.) und Keirin (21.).

## Erfolge
2010
- Weltmeisterschaft – Keirin, 500-Meter-Zeitfahren
- Europameisterin – Keirin

2011
- Weltmeisterin – 500-Meter-Zeitfahren
- Weltmeisterschaft – Keirin
- Bahnrad-Weltcup in Astana – 500-Meter-Zeitfahren
- Europameisterschaft – Sprint
- Belarussische Meisterin – Sprint, Keirin, 500-Meter-Zeitfahren, Teamsprint (mit Marija Lowinowa)

2012
- Bahnrad-Weltcup in Glasgow – 500-Meter-Zeitfahren
- Europameisterin – Sprint
- Belarussische Meisterin – Sprint, Keirin, 500-Meter-Zeitfahren, Teamsprint (mit Tazzjana Scharakowa)

2014
- Aserbaidschanische Meisterin – Sprint

2015
- Aserbaidschanische Meisterin – Sprint

2016
- Aserbaidschanische Meisterin – Sprint, Keirin, 500-Meter-Zeitfahren